# 森保圭悟
森保 圭悟（もりやす けいご、1993年9月22日 - ）は、広島県出身の元サッカー選手。ポジションはMF。YouTubeにおいて、サッカー系グループのLISEMで活動を続けている。また、東京都4部に所属しているアバック銀座FCの監督。

## クラブ歴
サンフレッチェ広島ユース出身。当時から広島ユース随一と言われるほどのフリーキックの名手として知られていた。その後流通経済大学に進学。3年生の時に迎えた第63回全日本大学サッカー選手権大会決勝で左足首靭帯を負傷し半年の離脱となった事もあり、卒業と同時にJリーグで選手となる事は出来なかった。
そのため父の勧めもあって2016年1月に渡豪し、ブラックタウン・シティーFC、シドニー・オリンピックFCの練習に参加したが、契約を勝ち取る事は出来ず、3チーム目の練習参加となったエッジワースFCで契約を結び選手となった。エッジワースでは1年目に17得点、2年目に9得点を記録したが、ビザの関係で退団となった。
2018年にJPVマリキナFCに移籍。13ゴール10アシストの結果を残したが、クラブの経営問題によって退団した。
2019年にオーバーリーガのTuSロット＝ヴァイス・コブレンツに加入。
同年限りで退団し、12月31日に自身のTwitterにて引退を表明した。
2020年にLISEMという名称でYouTubeを開始。メンバーはサンフレッチェ広島ユース時に同期だった藤井貴之と重行拓也の3人組ユニット。
2021年にKONAMIの公式YouTubeチャンネルが運営するサッカークラブ、Winnersの一員となった。
2024年4月12日にLISEMのYouTubeにて東京都4部に所属しているアバック銀座FCの監督に就任することを発表した。

## 家族
父は元日本代表で日本代表監督である森保一。叔父の森保洋、兄の森保翔平もサッカー選手。男3兄弟の次男で弟もいる。